# 梁瓯第
梁瓯第（1914年9月3日—1968年1月10日），福建建瓯人，毕业院校為厦门大学，国立中山大学研究院教育研究所。是民族学家、教育学家、社会学家，为少数民族教育事业、边疆教育事业贡献了毕生精力。代表作品为 《我怎样通过大小凉山》、《民族政策与边疆教育》、《十年来的我国边疆教育》等。文革期间，受「反革命聚餐会」一案牵连，含冤去世。

## 生平

### 早年经历
梁瓯第的父亲是清末举人，辛亥革命后在福建建瓯家乡教书。梁瓯第在家中排行第二，同父同母姐姐（梁瓯霓），同父异母弟弟妹妹5人（梁振维、梁翊常、梁光玮、梁希恺、梁衍兴）。
1927年，毕业于福建省建瓯第一中学，初中第二届毕业生。1930年代，毕业于厦门大学教育学专业，曾担任厦门大学教育学院教授，发表《教育之经济的基础》等论文。之后在国立中山大学研究院教育研究所就读研究生，1936年研究生毕业。
梁瓯第在就读研究生期间，对边疆教育情况进行实地考察研究。如：1934年4月，国立中山大学研究院教育研究所学生以“两广相邻，在学务上应多方取材并联络”，组成20余人参加的广西教育考察团。其中，以梁瓯第等人的军事教育组成绩突出，撰有《广西军事教育之考察》长篇报告。结论既有肯定，也有批评：认为广西军事教育意义重要，有“很好的收获”；但从教育原理论，学校教育过度军事化，会影响学生自发自动，有负面作用。同期，梁瓯第还对教育哲学进行深入研究，发表《非常时期中国教育哲学的趋向》、《许崇清的〈姜琦著[教育哲学]证谬〉评价》等论文。

### 深入边疆
1939年，中英庚款董事会组织了川康科学考察团，方壮猷、梁瓯第、江应梁等应邀参与科考活动。梁瓯第前往考察四川、西康社会及教育。当年10月至西昌，"冒险涉足川康滇边境大小凉山区域，经昭觉而至雷波，历时月余"，与彝族同胞同居同处。出山后，他撰写了《川康边民之社会及其教育》约 20 万字交中英庚款委员会出版，并写了若干论文和《我怎样通过大小凉山》一书。同期，梁瓯第担任教育部边疆教育委员会委员，国民政府蒙藏委员会成员。
1940年代，梁瓯第任贵州省教育厅科长，后到大夏大学（黔校）任职社会学教授，之后担任大夏大学教务长。同期，梁瓯第对自身边疆教育的实践经验进行总结，逐步形成如何做好边疆教育的思想体系，发表《一个边疆地区教育的考察》、《青年到边疆去应具的条件与训练》、《民国以来的西康边民教育》、《边疆教育导论》等论文，对边疆教育方式方法进行深入思考，如：1942年第7-9期《贵州教育导论》上发表了著名民族学家、教育家梁瓯第的文章《边疆教育导论》，他认为边疆教育的教材要自编，“边地学校之需要特种教材，至为殷切，应须编订乡土教材、补充检查两种，以便施教”。
1945至1946年间，梁瓯第在调查黔东南苗族聚居区时发现，苗族民众受教育的机会非常少，并存在着“征生制”的问题。经过分析后，梁瓯第认为，解决这两方面问题可以采取移校就寨、巡回施教、“将知识送上门”等办法。这些办法在抗战后期被国民政府采纳，成为了国民政府制订克服边疆学校较少招收民族学生问题有关政策的重要基础。

### 创新实践
1945年7月，梁瓯第担任国立贵州师范学校第二任校长，开展一系列边疆教育实践。通过创办边疆师范科，规定招收“黔东南及湘桂临县土著学生”，一举改变了国立贵州不以招收民族学生为主的旧传统。通过对黔东南一带苗乡侗寨作调查，宣传村寨办学主张，梁瓯第于1945年9月顺利建立“国立贵州师范学校村寨教育实验区”，选择车江乡车寨小学为侗族地区教学实验基地，聘请侗族教师进行“双语”（侗、汉语）教学实验，将车江乡月寨小学苗族聚居的高文村小学改设为“国师”附小分校。这就适应了黔东南民族地区教育发展的需求，训练了师范生的实践能力，增强了他们的社会适应性，并且对发展少数民族地区小学教育事业作了有益尝试，从而对发展少数民族地区文化教育事业作出了重要的贡献，成为边疆民族地区“有教无类”的办学典范。在校期间，梁瓯第还创办《新贵师》杂志，提供师生耕耘的文化园地，为学校营造了浓厚的文化氛围；同时，建立“联合级社”，让学生分别负责学校的生产、风纪、总务等，提升了学生自我管理的能力。此外，梁瓯第通过提出“三完、三声、三自”的办学口号，成功打造了国立贵师良好的校风和学风。
1946年7月，梁瓯第奉调南京教育部，被委任为国立天山师范学校校长，经过骑骆驼，踏戈壁，披羊皮，住帐篷的艰苦跋涉，到达新疆迪化（今乌鲁木齐），筹建国立天山师范。

### 渐进变革
在不断深入边疆地区，投身田野调查，发展边疆教育事业的过程中，梁瓯第愈发意识到“边民自治”的重要性。
1947年4月至1948年3月，梁瓯第调回南京，担任边疆教育司第三科科长。
1947年4月15日，国民党政府修改教育部组织法，将蒙藏教育司更名为“边疆教育司”。依据组织法规定将原有的两个科室扩充为三个科室，任命原国立贵州师范学校校长、人类学家梁瓯第为第三科科长，并调整了个科室职能，此为边教行政之一大改革。
1947年4月19日，《边论公社》编辑社举办了一场边疆问题座谈会，邀请了当时学界公认的边疆研究专家，如凌纯声、芮逸夫、徐益堂、卫惠林、梁瓯第、马长寿等民族学界一时翘楚，研讨边疆自治域与文化所应采之方式。这些真正进入、真正研究，故也真正懂得边疆的专家们，在关于边疆之力问题上达成了惊人的一致，即在宪法的框架下，推行或以地域为单位，或以民族为单位的“自治”，赋予边疆民族自治权利。梁瓯第垦言：“希望政府赶快推行真正地方自治，边疆的民意，我们要考量，要接受”。 梁瓯第对边疆政制设计和边疆治理问题等边政学领域内容进行探索与研究，对边疆旧制变革持“渐进变革”态度。他指出，边疆治理现代化道路“宜渐不宜骤、宜缓不宜急”，对边疆就有政制应进行实质性的变革，但为了不激起边疆人民的反感而导致边疆社会动乱，梁瓯第主张“保留现有的就旧边制，暂维现状，同时，用人力加工的方式，等待木腐虫生时机的到来，那时节，自然水到渠成，人民自治的力量，一旦生长强大，土司、盟旗、政教，甚至于部落的旧制，那简直如摧枯木，拆崩墙，不费吹毛之力，迎刃而解”。

### 赴美留学
之后，梁瓯第获庚款奖学金赴美留学，在波士顿大学学习，研究美国有色人种教育情况，此间长子出生。

### 加入民族出版社
1949年，梁瓯第应邀回国，仍在教育部边疆教育司工作。1949年底，边疆教育司并入民族事务委员会，梁瓯第来到北京，参加了民族出版社初期发展阶段的工作，并在民族大学任教。
1953年，民族出版社成立，当年年底，梁瓯第任民族出版社图书资料室副主任。1956年，梁瓯第任民族出版社汉文室编审。
1957年，梁瓯第被国家民族事务委员会任命为"民族出版社图书编辑室副主任"。这是梁瓯第先生在国家民委档案中可以查到的唯一资料。

### 受“反革命聚餐会”牵连
1963至1966年，退休后的周同宇（即周恩寿，周恩来的弟弟）与王光琦（王光美的二哥）、梁瓯第、游补钧时常聚餐聊天，当时有人戏称他们的聚会是“神仙会”。
1966年刘少奇受到错误批判，文革时成立了中央一办，审查刘少奇、王光美所谓的案子，刘、王两家的亲属都要审查，其中就有王光琦，是王光美的二哥。王光琦被抓，在审查王光琦的时候，红卫兵抄查王家发现了几封聚会请柬。红卫兵怀疑他们从事特务活动，就将周同宇之外的人全部抓起来了。
1968年1月10日，梁瓯第被发现吊死在民族出版社门前的树上，妻子陈仁愫携长子前往收尸。不排除梁瓯第先生被抓后在审讯中遭遇意外致死的可能。案发至此，出了人命，红卫兵就把这些材料整理后交给中央文革。之后，江青批“请总理阅”。

## 个人作品

### 梁瓯第出版的部分著作
| 序号 | 书名                                | 年份 | 出版社             | 备注                                      |
| ---- | ----------------------------------- | ---- | ------------------ | ----------------------------------------- |
| 1    | 近代中国女子教育                    | 1936 | 南京正中书局       | 合著:梁瓯第,梁瓯霓                        |
| 2    | 战时教育论                          | 1938 | 民族文化研究会出版 |                                           |
| 3    | 1914-1918欧战时美国的大学           | 1940 | 商务印书馆         |                                           |
| 4    | 我怎样通过大小凉山                  | 1944 | 贵州文通书局       |                                           |
| 5    | 新疆民族与苏联亚洲的关系 [敦煌资料] | 1985 | 甘肃省图书馆出版   | 兰州:西北民族宗教史料文摘(新疆分册)共62页 |
| 6    | 战时的大学                          | 不详 | 战时文化出版社     |                                           |

### 梁瓯第发表的部分论文
| 序号 | 名称                                   | 年份 | 刊物           | 具体信息  | 备注                         |
| ---- | -------------------------------------- | ---- | -------------- | --------- | ---------------------------- |
| 1    | 清末外资本侵入後的农村经济             | 1933 | 现代史学       | 第1卷     |                              |
| 2    | 苏联教育的演进                         | 1934 | 现代史学       | 第2卷     |                              |
| 3    | 许崇清的《姜琦著〈教育哲学〉证谬》评价 | 1934 | 教育新潮       | 第3卷     |                              |
| 4    | 教育之经济的基础                       | 1934 | 海澄县政府编   | No.1      |                              |
| 5    | 姜许《教育哲学》论战评述               | 1935 | 教育研究       | 第57期    |                              |
| 6    | 广西军事教育之考察                     | 1935 | 教育研究       | 第58期    | 合著:梁瓯第等                |
| 7    | 明代的书院制度                         | 1935 | 现代史学       | 第2卷     |                              |
| 8    | 宋代的书院制度                         | 1935 | 社会研究       | 第1卷     |                              |
| 9    | 心理卫生之社会的发展                   | 1935 | 社会研究       | 第1卷     |                              |
| 10   | 中国现行教育法令研究特辑               | 1936 | 教育研究       | 第69期    | 合著：马鸿述，梁瓯第，邹鸿操 |
| 11   | 中上学生国难教育意见调查               | 1937 | 教育研究       | 第76期    | 合著：梁瓯第，富伯宁         |
| 12   | 遗传与学习                             | 1937 | 社会研究       | 第1卷     |                              |
| 13   | 元代书院制度                           | 1937 | 现代史学       | 第3卷     |                              |
| 14   | 学制新论                               | 1937 | 教育研究       | 第75期    |                              |
| 15   | 理学家的教育思想                       | 1937 | 教育研究       | 第77期    |                              |
| 16   | 西康喇嘛寺的教育                       | 1938 | 贵州教育       | 第2卷     |                              |
| 17   | 西康喇嘛寺的教育（续）                 | 1938 | 贵州教育       | 第2卷     |                              |
| 18   | 非常时期中国教育哲学的趋向             | 1938 | 教育研究       | 第81期    |                              |
| 19   | 海防华侨教育调查录                     | 1938 | 教育研究       | 第91-92期 |                              |
| 20   | 西康倔读制度之研究                     | 1940 | 教育通讯周刊   | 第3卷     |                              |
| 21   | 民族政策与边疆教育                     | 1941 | 广西教育研究   | 第1卷     |                              |
| 22   | 西番的婴儿保育与母教                   | 1941 | 民族教师       | 第1卷     |                              |
| 23   | 西康边民教育的设施及其困难             | 1941 | 教育通讯周刊   | 第4卷     |                              |
| 24   | 西康社会对于教育的影响                 | 1942 | 教育通讯周刊   | 第5卷     |                              |
| 25   | 打箭炉--西康纪游之什                   | 1942 | 文讯           | 第3卷     |                              |
| 26   | 西番的社会及其教育                     | 1942 | 教育研究       | 第100期   |                              |
| 27   | 一个边疆地区教育的考察                 | 1942 | 广西教育研究   | 第2卷     |                              |
| 28   | 青年到边疆去应具的条件与训练           | 1942 | 世界学生       | 第1卷     |                              |
| 29   | 怎样研究边疆教育                       | 1942 | 教育通讯周刊   | 第5卷     |                              |
| 30   | 民国以来的西康边民教育                 | 1942 | 边政公论       | 第1卷     |                              |
| 31   | 边疆教育导论                           | 1942 | 贵州教育       | 第4卷     |                              |
| 32   | 西康的民歌                             | 1943 | 民俗           | 第3卷     |                              |
| 33   | 学生服兵役问题的回顾与前瞻             | 1943 | 世界学生       | 第2卷     |                              |
| 34   | 贵州试办中学生毕业升学联考制度之检讨   | 1944 | 东方杂志       | 第40卷    | 合著：欧元怀,梁瓯第          |
| 35   | 摇马郎                                 | 1944 | 文讯           | 第5卷     |                              |
| 36   | 广西的徭民教育                         | 1944 | 边政公论       | 第3卷     |                              |
| 37   | 贵州的苗民教育                         | 1944 | 边政公论       | 第3卷     |                              |
| 38   | 车寨社区调查                           | 1946 | 边铎月刊       | 第5-6期   |                              |
| 39   | 村寨教育的实验                         | 1946 | 教育通讯月刊   | 第1卷     |                              |
| 40   | 美国教师的贫困                         | 1946 | 观察           | 第1卷     |                              |
| 41   | 新疆问题的症结                         | 1947 | 历史社会季刊   | 第1卷     |                              |
| 42   | 十年来的我国边疆教育                   | 1947 | 学艺(日本)     | 第17卷    |                              |
| 43   | 论师范学院学生的品质                   | 1947 | 教育通讯月刊   | 第2卷     |                              |
| 44   | 新疆的教科书问题                       | 1947 | 教育通讯月刊   | 第3卷     |                              |
| 45   | 榕江侗家的斗牛                         | 1947 | 边疆通讯       | 第4卷     |                              |
| 46   | 介绍新疆考古学者迪亚夸夫先生           | 1947 | 西北文化       | 第1卷     |                              |
| 47   | 贵州苗区的征生制                       | 1947 | 教育通讯月刊   | 第3卷     |                              |
| 48   | 论边政制度的革新                       | 1947 | 边政公论       | 第6卷     |                              |
| 49   | 车寨社区调查                           | 1947 | 边政公论       | 第6卷     |                              |
| 50   | 新疆教育鸟瞰                           | 1947 | 边政公论       | 第6卷     |                              |
| 51   | 论师范学院学生的品质                   | 1947 | 教育通讯月刊   | 第2卷     |                              |
| 52   | 美国的黑人问题                         | 1949 | 新中华(1933年) | 第12卷    |                              |
| 53   | 论共同纲领的民族政策                   | 1950 | 新中华(1933年) | 第13卷    |                              |

注：梁瓯第发表的部分论文中的大部分信息来自“大成故纸堆”数据库。

## 个人生活
1947年，梁瓯第与陈仁愫（共产党员，在妇女解放与保护、少年儿童工作领域、教育事业中贡献毕生精力）结为伉俪，夫妻感情深厚。
妻子陈仁愫（1918年4月5日-1987年5月30日），出生于官宦之家，其所在家庭是张之洞的幕僚，其父是留德的采矿工程师。陈仁愫年少时就读于教会学校，极具追求民主、平等、自由的精神，在就读期间由于不满于男女学生不平等的情况，辞学离家。之后于加入地下党（1930年代，陈仁愫公开的掩护身份是民国时期宋美龄基金会理事，陈仁愫在地下党期间曾与胡亚美女士同在地下党组织共事而互不相识），在大学读书期间认识梁瓯第，结为伉俪。解放后，陈仁愫与丈夫梁瓯第来到北京，调入全国妇联秘书处，担任康克清的秘书，曾随朱德于第一个五年计划期间视察全国手工业情况，以及八大后不久陪同朱德赴海南考察等。1950年代，陈仁愫响应国家精简机构的号召，主动要求加入教育部门（康克清同志曾经挽留，后赠礼留念，文革期间遭抄家被毁），之后由全国妇联调入东城区教育局，参与创建北京市第五十四中学，担任第五十四中学党支部书记，兼任副校长。在文化大革命中受到冲击，之后调任和平里学校任校长，并于和平里学校离休。
长子梁波，次子梁平，幺女梁珊。
"反革命聚餐会”始末：
1963至1966年，退休后的周同宇（即周恩寿，周恩来的弟弟）与王光琦（王光美的二哥）、梁瓯第、游补钧时常聚餐聊天，当时有人戏称他们的聚会是“神仙会”。在闲谈中可能会聊到一些如“反右扩大化、大跃进违反经济规律”等问题。1966年刘少奇受到错误批判，文革时成立了中央一办，审查刘少奇、王光美所谓的案子，刘、王两家的亲属都要审查，其中就有王光琦，是王光美的二哥。王光琦被抓，在审查王光琦的时候，红卫兵抄查王家发现了几封聚会请柬。红卫兵怀疑他们从事特务活动，就将周同宇之外的人全部抓起来了。1968年1月10日，梁瓯第被发现吊死在民族出版社门前的树上，妻子陈仁愫携长子前往收尸。不排除梁瓯第先生被抓后在审讯中遭遇意外致死的可能。案发至此，出了人命，红卫兵就把这些材料整理后交给中央文革。之后，江青批“请总理阅”。
1968年2月18日21时，周恩来总理写下大意如此的批条：
|  | 谢富治、李震同志：现将有关王光琦的反革命聚餐会（1963-1966），我处所收到的案件三件送公安部，其中涉及聚餐会召集人有四：一为头头王光琦，二、三为游补钧、梁欧弟均已自杀，四为周同宇，即我的胞弟。为防止意外，并便于查明真相，划清罪状，请令卫戍区立即于今夜将周同宇拘留审讯。执行结果，望报。（注：原文中“梁瓯第”被写为“梁欧弟”） |

在周秉德（周同宇长女）回忆周恩来的著作中，也对此有所提及：
|  | 作为纪念，七妈把十多年前伯伯亲笔写的有关逮捕爸爸的报告草稿给了我，上面写着：“有关王光琦的反革命聚餐会（1963——1966）的召集人有四：王光琦在押，梁欧策（一月自杀）、游补钧（二月五日夜突然死亡）两人已死，只有周同宇在外，必须依法处理。其办法有二：一、交群众审查，但周同宇已退休，无所属。二、交公安部军管机关拘留审讯，较易弄清真相。或者要与群众审查相结合，我提议采取第二个办法，请即议定……”（注：原文中“梁瓯第”被写为“梁欧策”）。 |

周恩来于2月19日派北京卫戍区人员将周同宇“拘捕审查”。周同宇直到1975年4月末才经毛泽东批准回家休养。王光琦被关押监狱6年多，出狱后把补发的工资全部买了毛主席语录，1985年因脑血栓去世。

## 人物点滴
1. 梁瓯第于1945年7月被委任为国立贵州师范学校校长。日本投降后，从沦陷区来的人们纷纷准备返乡，梁瓯第先生仍前往榕江，到独山县时，得知榕江遭受特大洪水，他依旧前往。到榕江时，他看到水灾后的惨景：学校的四栋木瓦教学楼有三栋歪歪斜斜离开原地，一栋漂到城外水田停着。其余校舍，除一座外，全被洪水洗劫过。严重的问题摆在他面前，他仍把学校接收过来，聘请由贵阳随他到榕江的广东阳江人、教学经验丰富的中山大学教育系毕业生许绍桂先生为教务主任，福建同乡吴德仓先生为总务主任。有条不紊地安排维修校舍、聘请教师、招收新生。 [12]
2. 梁瓯第在国立贵州师范任校长一年的时间里，学生们从未见过梁先生发过脾气。从江县立小学教导主任陈若尘先生，来问梁先生：“对特别调皮的学生，能不能体罚？”梁先生回答说：“无论如何也不能体罚！”[12]
3. 1946年7月，梁瓯第奉调去南京教育部，才顺道回家看望离别12年、从教30余年的父亲。[12]
4. 1947年8月，梁瓯第调回南京，仍关心国立贵州师范，给全校同学的一封信中说：“贵州变为更边远的地方了，这次讲习会介绍老师来榕江，他们宁愿到云南、到甘肃去。所以，你们要特别尊敬你们现有的老师，用你们的尊敬来挽留现在的老师。”[12]
5. 新中国成立后，梁瓯第回国，到中央民族出版社工作，他的学生见到他时问：“梁老师，你怎么回来这么快？”他笑着回答：“我是中国人嘛！”[12]

## 后世纪念
1. 铁道部第二设计院贵阳院干部石兴德于2001年在《贵州文史丛刊》上发表题为《热爱少数民族教育事业的梁瓯第校长》的文章，以具体生动的事例记述了梁瓯第先生对少数民族事业的关心和所作出的贡献，表达了对梁瓯第校长浓厚深切的感念之情，以及对梁校长在文革中去世的深切哀悼。[12]
2. 西北师范大学教育学院张学强、李东东于2016年在《民族教育研究》上发表《梁瓯第的西南边疆教育研究及其价值》一文，指出在20世纪三四十年代兴起的西南边疆教育研究浪潮中，梁瓯第是一位有影响的学者，将边疆民族教育研究与民族地区社会改造紧密结合在一起，拓展了民族教育研究的思路与视野，为促进边疆民族地区的教育及社会经济发展起到了积极作用。[22]